# Rod Laver
Rodne George Laver (Rockhampton, Queensland; 9 de agosto de 1938), más conocido como Rod Laver, es un extenista profesional australiano, considerado por muchos como, si no el mejor, el jugador más preponderante en la historia del tenis, ya que es el único hombre en ganar los cuatro títulos del Grand Slam en el mismo año en dos ocasiones (1962 y 1969), además de ganar el "Grand Slam Pro" en 1967, durante su etapa profesional en la que no podía competir en los majors, y el tercero en lograr los cuatro grandes. Laver tiene el récord de títulos ganados en carrera con 198 torneos (47 en el circuito ATP) y fue considerado como n.º 1 del mundo durante siete años consecutivos, aunque oficialmente nunca llegó al primer lugar.

## Carrera amateur

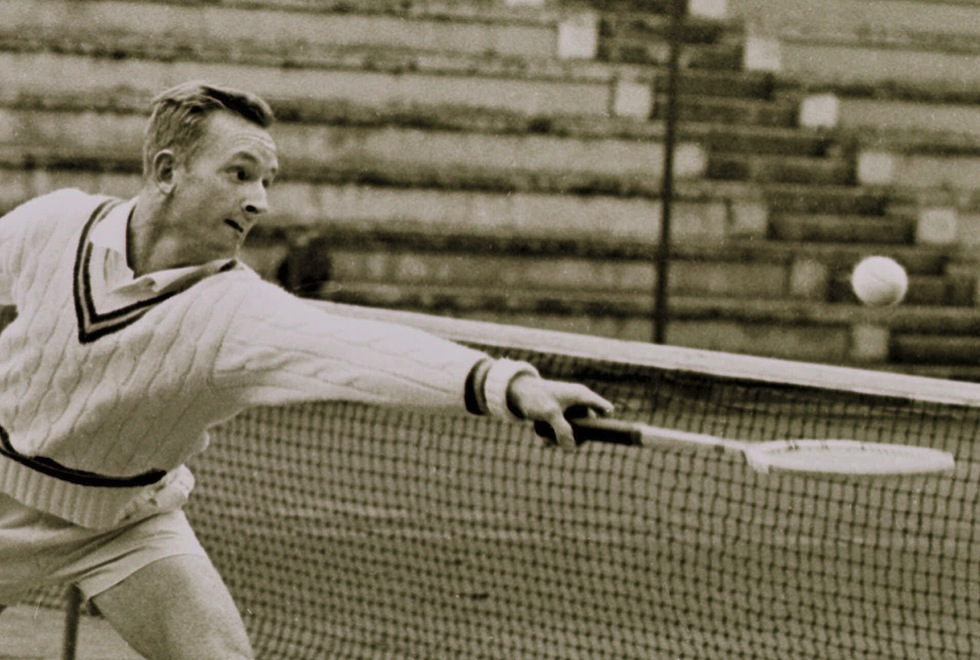
El australiano Rod Laver devuelve el balón al yugoslavo Boro Jovanović durante el partido de semifinales de individuales masculinos del XIX Campeonato Internacional de Tenis de Italia en 1962; Laver ganó por 7-5, 9-7, 6-1.

Era un niño cuando dejó la escuela para comenzar su carrera en el tenis, en la cual estaría veintitrés años.
Después de haber logrado los títulos del Campeonato de EE. UU. Junior en 1956 y del Campeonato australiano Junior en 1957, Laver se volcó en el circuito amateur de varones. En 1960 consigue su primer título grande al derrotar en un duro partido de cinco sets al también australiano Neale Fraser en el Campeonato Australiano. Un año después conquistaría su primer título de Wimbledon al derrotar en la final al estadounidense Chuck McKinley.
En 1962 se convertiría en el segundo hombre de la historia en conseguir el Grand Slam, es decir, ganar los cuatro torneos más importantes del tenis en el mismo año, después de que lo hiciera Don Budge en 1938. Ese año logró un récord de la era amateur al conquistar veintiún títulos, añadiendo al Grand Slam los torneos del Campeonato Italiano y Campeonato Alemán logrando así un difícil triplete en canchas lentas junto al Campeonato Francés. En el Campeonato Australiano logró vencer en la final a su compatriota Roy Emerson en cuatro sets. El Campeonato Francés fue su paso más complicado en su ruta al Grand Slam al tener que jugar tres duros partidos a cinco sets a partir de cuartos de final. Salvó un punto de partido ante Martin Mulligan (a quien vencería de nuevo en la final de Wimbledon) en los cuartos de final y en la final se recuperó de una desventaja de dos sets a uno y cero a tres en el cuarto set para vencer de nuevo a Roy Emerson. Su paso por el torneo de Wimbledon fue mucho más sencillo, ya que solo perdió un set en todo el torneo, ante Manuel Santana en los cuartos de final. En su último escalón, perdió sólo dos sets en el US National Singles Championships para derrotar otra vez a Roy Emerson en la final.
En ese tiempo los tenistas solo conseguían el dinero suficiente para costearse la carrera. Cuando el magnate industrial estadounidense Lamar Hunt creó un circuito de tenis profesional, cambió el juego para siempre, incluso para Rod Laver. En 1963, Laver se convirtió en profesional, hecho que le impidió seguir participando en los torneos de Grand Slam hasta 1968 y en la Copa Davis hasta 1973, ya que estos torneos estaban reservados para jugadores amateurs.
A pesar de este inconveniente, durante su exitosa carrera ganó 11 títulos de Grand Slam en individuales.

## Estilo de juego
A pesar de poseer una estatura ligeramente baja (1,73 m), Laver desarrolló un completo juego de saque y volea además de agresivos golpes de fondo. Dan Maskell decía de él: 

«Fue técnicamente impecable, desde su gran repertorio de saques, su temible volea con drop, su revés con un destructivo topspin o con slice cuando lo requería».

Su saque de zurda era muy bien ocultado y de gran balanceo. Sus golpes de fondo eran con topspin tanto de drive como de revés, una innovación en la década de 1960, como lo fue su topspin lob de ataque, golpe que Laver desarrolló como una gran arma. Su técnica de golpes fuertes con un excelente timing y su antebrazo tremendo y muñeca fuerte le permitían una gran fuerza en sus golpes sin perder el control. Además, era muy rápido y ágil. Rex Bellamy escribió: 

"La fuerza de sus muñecas y antebrazos le daban un gran poder a sus golpes, aun cuando estaba a la carrera en los márgenes de la cancha. Su combinación de rapidez y fuerza, especialmente fuerza de muñecas, le permitían tirar feroces golpes ganadores aún estando fuera de las líneas de la cancha".

En la red tenía una volea fuerte, muchas veces golpeada de forma potente. Julius Hedman decía: 

«Está capacitado para las pelotas bajas. Las maneja con under spin para controlarlas, pero las hace picar siempre a la altura de la cintura o más elevadas».

Cuando accedió al profesionalismo, debió controlar su aventurado juego de golpes para dar paso a integrar un tenis promedio en su juego. Podía adaptar su juego en cualquier superficie que se presentara. Tuvo un fantástico récord en partidos de cinco sets, ganando muchas veces con sutiles cambios de táctica. Cuando se metía en la "zona", buscaba decididamente el break.

## Como profesional

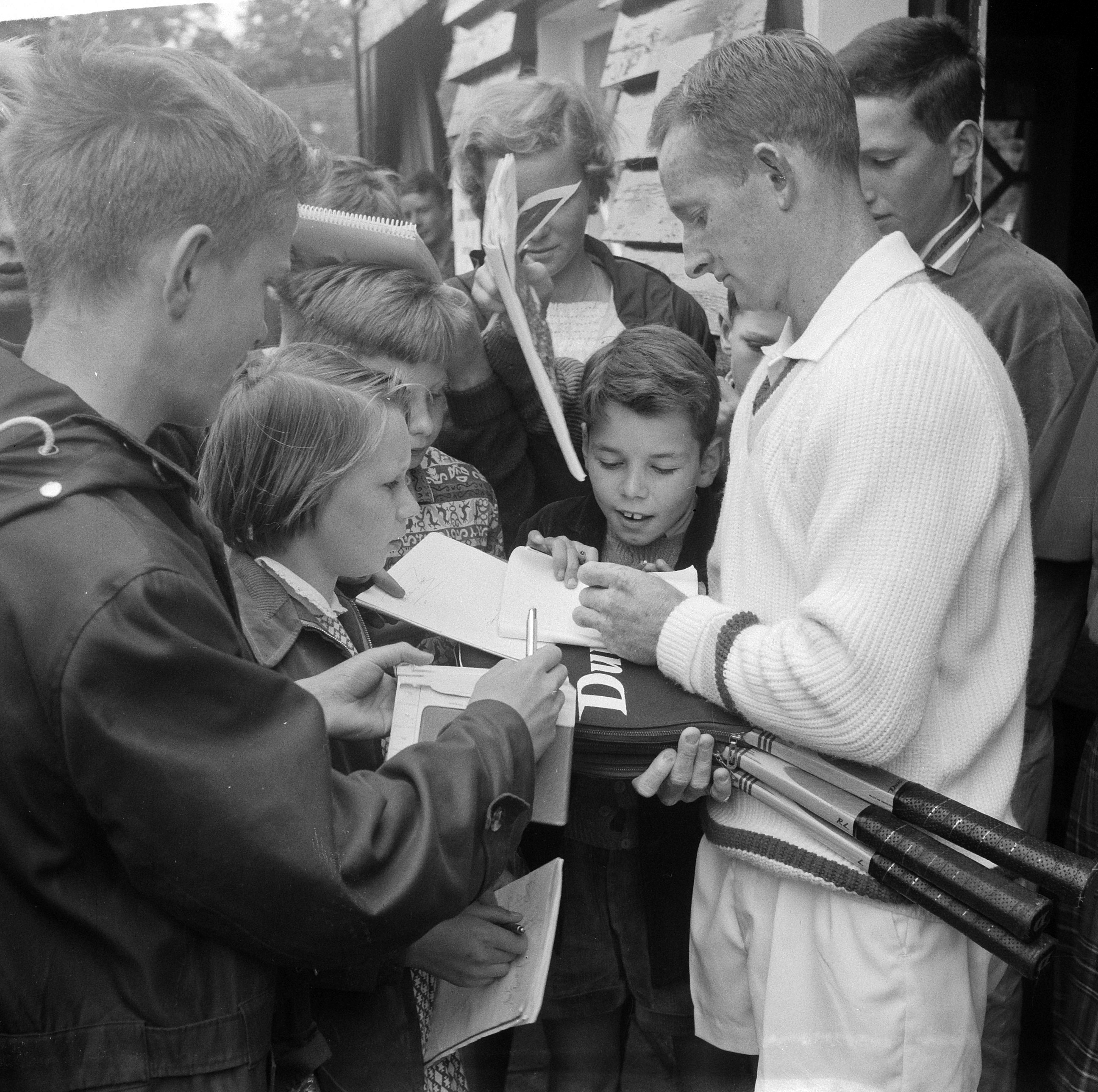
Rod Laver firmando autógrafos en el Campeonato Holandés en julio de 1962.

Rápidamente se estableció entre los jugadores más importantes dentro del circuito profesional. Sus duelos contra Pancho Gonzales y Ken Rosewall deleitaban al público. En siete años ganó cinco veces el US Pro Championships, incluidas cuatro de manera consecutiva entre 1966 y 1969.
En la primera mitad de 1963, fue derrotado fácilmente por Hoad y Rosewall. Hoad ganó los primeros ocho encuentros mientras Rosewall ganó once de trece. Al final del año, sin embargo, Laver logró ubicarse como el n.º 2 de los profesionales (junto a Hoad) con tres títulos por detrás de Rosewall. En 1964 consiguió siete títulos importantes al igual que Rosewall, pero Laver ganó sus enfrentamientos por 12-3 y los dos torneos más prestigiosos, el US Pro (ante Pancho Gonzales) y el Wembley Pro (ante Rosewall). En 1965 fue claramente el n.º 1 al ganar quince títulos. De diez finales ante el aún peligroso Gonzales, triunfó en ocho. En 1966 ganó diez títulos, incluyendo de nuevo el US Pro y el Wembley Pro. En 1967 logró un récord de dieciocho títulos, incluyendo el Wimbledon Pro, US Pro, Wembley Pro y el French Pro. El torneo de Wimbledon fue el único jugado en el All England Tennis Club por jugadores profesionales, lo que abrió el camino para la Era Open. Laver derrotó a Rosewall en la final por 6-2, 6-2 y 10-8. En total, jugaron 111 partidos, todos como profesionales, con 62 victorias para Laver y 49 para Rosewall.

## La Era Open

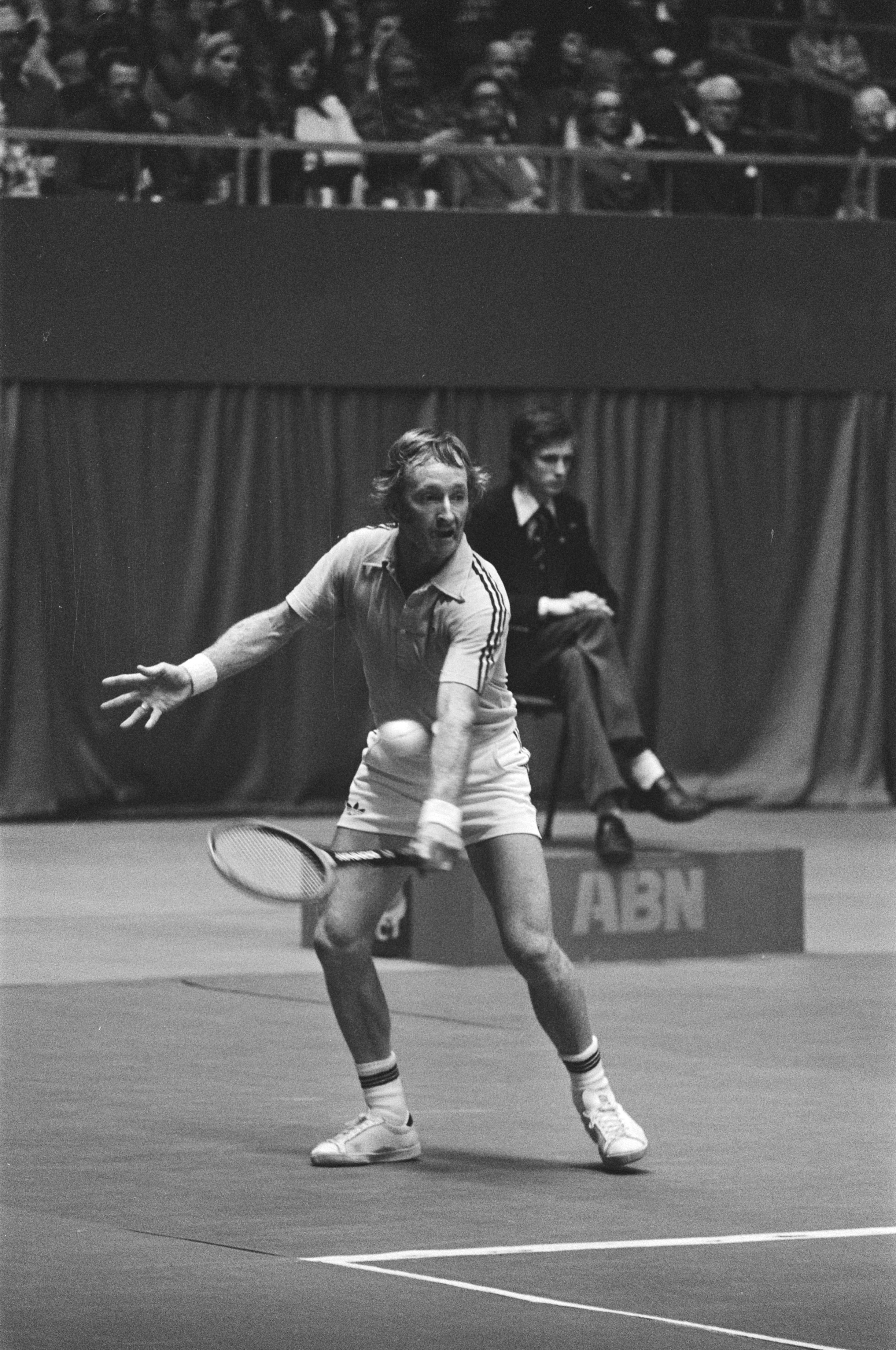
Rod Laver en el Torneo Mundial de Tenis ABN de 1976 en Rotterdam

Con el surgimiento de la Era Open, tanto amateurs como profesionales se mezclaron en un circuito único. Laver se convirtió en el primer jugador profesional en conquistar el título de Wimbledon en 1968 al derrotar en la final a su compatriota Tony Roche.
Sin embargo, el mayor logro de Laver es haber conseguido el Grand Slam nuevamente en 1969, siendo la única persona en hacerlo dos veces. Ese año venció a Andrés Gimeno en Australia, a Ken Rosewall en Francia, a John Newcombe en Londres y a Tony Roche en Estados Unidos. Además, ganó diecisiete de los 32 torneos en los que participó, con un récord de 106 victorias frente a 16 derrotas. Su conquista en Wimbledon ante Newcombe fue su cuarto título en el All England Club tras ganar como amateur en 1961 y 1962 y como profesional en 1968. Su récord de 31 victorias consecutivas fue eclipsado luego por el sueco Björn Borg entre 1976 y 1981.
En su ruta al Grand Slam jugó cinco partidos de cinco sets, viniendo 2 veces de una desventaja de 0-2. Su partido más duro fue en la semifinal del Abierto de Australia ante Roche en una batalla de 90 juegos bajo un sol agobiante (el periodista Steve Flink lo ubicó en el puesto n.º 13 dentro de los 30 mejores partidos de tenis del siglo XX). Laver mostró ese año su versatilidad al ganar tres Grand Slam en pista dura y uno en tierra batida (Roland Garros), los dos torneos más importantes de cancha dura (el US Pro y el Abierto de Sudáfrica) y los torneos bajo techo más importantes (Wembley British Indoor y Filadelfia US Pro Indoor).
A comienzos de los años 70, Laver jugó limitadamente en los Grand Slam. Pero en los torneos de categoría World Champions Tour (WCT) se mantuvo como el jugador líder. En 1970 ganó trece títulos y 200.000 dólares en premios. En 1971 ganó una serie de 13 partidos consecutivos en partidos donde «el ganador se lleva todo» logrando una suma de 160 000 dólares. En 1971 y 1972 fue el líder en puntos del campeonato WCT, pero perdió las finales en Dallas ante Ken Rosewall. El último de los encuentros es recordado como uno de los mejores de la historia con una audiencia televisiva de 20 millones de personas, siendo ubicado por Steve Flink en el puesto n.º 4 en su libro Los más grandes partidos de tenis del siglo XX en 1979. Se convirtió en el primer jugador en sobrepasar el millón de dólares en premios en su carrera.
Se mantuvo como jugador top ten hasta 1975. En 1974 terminó con 6 títulos y como n.º 4 del mundo a los 36 años, convirtiéndose en el jugador más veterano en terminar un año entre los top 5 en la Era Open. A pesar de su edad, se mantuvo con un porcentaje superior a 80 % de victorias durante la Era Open (5.º mejor de la historia) y consiguió 45 títulos.

## Copa Davis
Entre 1959 y 1962, Laver formó parte de uno de los grandes equipos de Copa Davis de la historia, junto a Roy Emerson y Neale Fraser, consiguiendo cuatro títulos consecutivos. Laver debutó en Copa Davis en el año 1959, participando en las seis series de su país rumbo a la ensaladera de plata de ese año. Jugó diez partidos individuales, de los cuales triunfó en seis y ganó el dobles en la serie frente a Cuba junto a Roy Emerson. Su actuación en la final no fue destacada perdiendo sus dos partidos individuales ante Barry MacKay y Alex Olmedo de Estados Unidos, aunque Australia consiguió vencer sobre la hierba de Forest Hills gracias a la actuación de Neale Fraser.
En 1960 y 1961 participó en las finales celebradas en Sídney y Melbourne, ambas ante Italia, en las que venció en los cuatro partidos individuales que disputó.
En 1962, antes de convertirse en profesional, Laver ayudó a Australia a conseguir su cuarta ensaladera consecutiva. Rod participó en la final ante México, en la cual triunfó en los 2 individuales y en el dobles junto a Emerson, dándole a Australia un contundente 5-0.
Hasta diez años más tarde no se permitió la participación de profesionales en la Copa Davis. Ya en 1973, junto a John Newcombe y Ken Rosewall, formaron otro equipo de ensueño para llevarse la primera Davis en que participaron jugadores profesionales. Laver participó con tres victorias en la serie ante la Checoslovaquia de Jan Kodeš y con otras tres en la final ante Estados Unidos en Cleveland, haciendo pareja con Newcombe, y ganando los individuales ante Tom Gorman y Stan Smith.
Laver posee el récord de haber participado cinco años en la Copa Davis y haber triunfado y participado en la final en todos esos años.

## Su lugar entre los más grandes de la historia
Debido a la inexistencia de un ranking formal provisto por la Asociación de Tenistas Profesionales hasta 1973, es difícil de medir el alcance real de la carrera de Laver. Las estadísticas de los libros acerca de los torneos antes de la Era Open son muy incompletas. Además, existe el problema de la división que existió durante la época en la que coexistieron los torneos amateurs y profesionales.
Laver fue considerado por la prensa como n.º 1 del mundo en los años 1961 y 1962 como amateur, y en 1968 y 1969 ya en la Era Open. Entre estos dos períodos, fue el mejor jugador profesional entre 1964-1967. El único parámetro real de esa época era el dinero ganado en los torneos, clasificación que Laver lideró desde 1964 hasta 1971 inclusive. Hay diferentes fuentes sobre sus títulos individuales. La ATP le acredita oficialmente con 39 títulos en la era Open, pero estos son sólo torneos aprobados por la ATP. Otros le dan 47 títulos. Pero la cuenta total es mucho mayor. El libro Total Tennis (2003) le da a Laver un total de 184 títulos individuales. En la lista que se muestra a continuación se detallan 163 títulos entre 1960 y 1975. En el momento de su retirada en 1975, Laver se encontraba entre los top ten del ranking. A pesar de que sus mejores tiempos ya habían pasado, una vez que la clasificación de la ATP se inició en 1973, Laver consiguió alcanzar un respetable n.º 3 del ranking como su mejor posición.
Sus once títulos de Grand Slam lo sitúan sexto en la lista todos los tiempos, por detrás de Roger Federer, Rafael Nadal, Novak Djokovic, Pete Sampras y Roy Emerson. Además, hay que tener en cuenta que Laver no pudo participar en los torneos de Grand Slam entre 1963 y 1967 por su condición de profesional. En dobles ganó además otros 8 títulos. Fue apodado por la prensa como El cohete de Rockhampton.
Si bien hay muchos jugadores que pelean por el 'título' de mejor jugador de la historia, casi nadie se atrevería a dejar a Laver fuera de los 6 o 7 mejores de la lista de todos los tiempos. El excampeón, y también candidato a mejor de la historia, Jack Kramer pone a Laver solo en «el segundo escalón» de grandes jugadores, por debajo de los seis mejores. Escribe que a pesar de que fue "absolutamente invencible" durante uno o dos años al final de los 60, una "cuidadosa comparación" podría hacerse entre Laver y Pancho Gonzales, un poco más veterano este. Dice que es "positivo que Gonzales pudo haberle ganado a Laver regularmente. Lew Hoad manejó a Laver antes de lesionarse y Rosewall lo derrotó en esas dos finales del World Champions Tour — y esos eran títulos que Laver realmente deseaba". En un famoso encuentro de 1970 donde el ganador se llevaba los 10 000 dólares en juego en el Madison Square Garden ante 15 000 personas, Gonzáles, que contaba entonces con 41 años, venció a Laver, en aquellos momentos n.º 3 del mundo.
Otros como Dan Maskell, John Barrett, Ted Schroeder y Tony Trabert siguen colocando a Laver como el mejor de todos los tiempos. Schroeder decía: 

"Teniendo en cuenta todos los criterios —longevidad, jugar en canchas rápidas y lentas, amateurismo, profesionalismo, su comportamiento, su apariencia— en todo criterio, Laver fue el mejor de la historia".

Los expertos citan como evidencia los 184 títulos. Ostenta el récord de más títulos ganados en un año tanto como amateur (21 en 1962), como profesional (18 en 1967) y como profesional en la Era Open (17 en 1969, aunque la ATP registra oficialmente solo cinco de esos títulos).
En 1967 ganó lo que se llamó el "Grand Slam Pro" al ganar el US Pro, el Wembley Pro, el Campeonato Pro Francés y el Wimbledon Pro.
En un sondeo realizado por la Associated Press en 2000, fue votado como "El tenista masculino del siglo" por encima de Pete Sampras, Bill Tilden, Björn Borg, Don Budge, John McEnroe y Lew Hoad (empatados), Ken Rosewall y Roy Emerson (empatados) y Jack Kramer.
En su libro de 1989, My life with the pros, Bud Collins escribe: "Me mantengo escéptico a creer que alguna vez hubo un jugador de tenis mejor que Rod Laver". Sin embargo, en otro libro publicado 14 años después se muestra más cauto. Primero dice de Laver "es conocido posiblemente como el mejor jugador de todos", luego de Gonzáles dice que "fue quizás tan bueno como cualquiera que haya jugado este juego, si no mejor" y después nombra a Bill Tilden como "quizás el mejor jugador de todos ellos".

## Tras su retirada

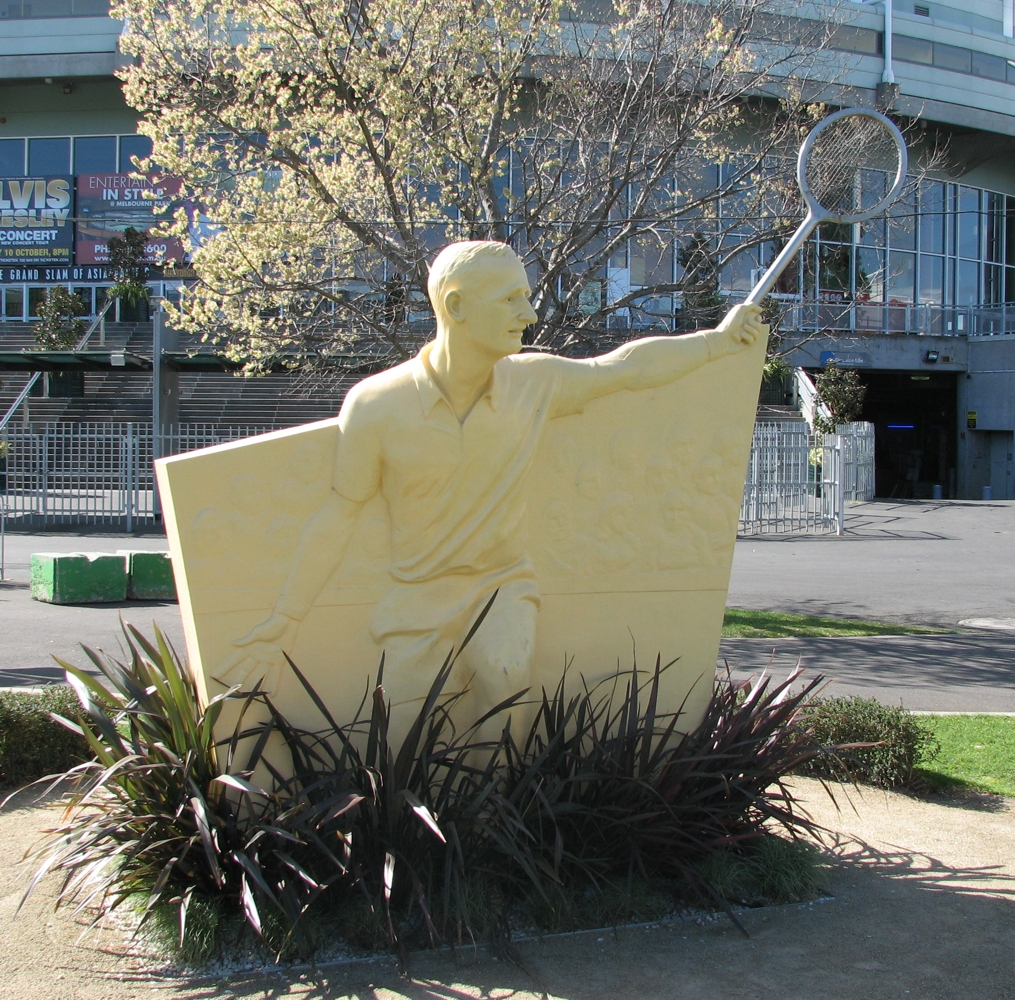
Estatua en honor a Rod Laver en el exterior del Rod Laver Arena en Melbourne, Australia.

En 1981, Rod Laver fue admitido en el Salón Internacional de la Fama del tenis, en Newport, Rhode Island. En su Australia natal, el estadio central del Melbourne Park en Melbourne se llama "Rod Laver Arena" en su honor, y allí se juega el Abierto de Australia, además de realizarse otros múltiples eventos como recitales o distintos eventos deportivos. En las afueras del estadio, se encuentra también la estatua que se construyó en su honor. En 1993 se convirtió en el primer hombre en formar parte del Salón de la Fama del Tenis Australiano.
En julio de 1998, Laver sufrió un grave ataque cardíaco mientras estaba siendo entrevistado por la cadena ESPN para una serie de reportajes dedicados a los atletas más importantes del siglo XX. En su recuperación, el tenis tuvo un papel muy importante.
En 2003, tanto Rod Laver como la también tenista y compatriota Margaret Smith Court, fueron homenajeados con su retrato en un sello de su país, Australia.
En 2017, por impulso del extenista y leyenda del deporte Roger Federer, se jugó la primera edición de la Laver Cup, nombrada en honor a Rod. Esta competición, inspirada en la Ryder Cup del golf, enfrenta a un equipo europeo contra un equipo del resto del mundo. El torneo se disputa anualmente y forma parte oficial del circuito ATP, pese a no repartir puntos.